# Antonio De Berti
Antonio De Berti (Pago, 7 settembre 1889 – Roma, 2 maggio 1952) è stato un politico italiano.